# Битова електроника (компания)
„Битова електроника“ АД е предприятие във Велико Търново, създадено за производство на електронни изделия. През август 2014 г. съдът обявява неговия фалит.

## История
Предприятието е създадено през 1960 г. като Завод за малки радиоприемници (ЗМР), а впоследствие – Завод за транзисторни приемници (ЗТР) във Велико Търново. Строителството и изграждането на комплекса се извършват за период около три години. „Старият радиозавод“ се намира в местността „Дервеня“, по пътя от града към село Самоводене. Първоначално постъпилите на работа работници са 34.
През 1961 г. е завършен първият радиоприемник – „Комсомолец“. Цехът „Печатни платки“ е завършен през 1964 г. Три години по-късно е завършена и индустриалната сграда. В града се създава и Радиотехникум (днес Професионална гимназия по електроника „Александър Степанович Попов“), с цел да бъдат обучавани кадри за производството на радио и телевизионни приемници, а също така и за Завода за запомнящи устройства (ЗЗУ) и Завода за телферни електродвигатели. В местността „Дълга лъка“ в близост до квартал Чолаковци в началото на 80-те години се изграждат новите големи халета на бъдещия Комбинат за радиотехническа апаратура. През първите години се изнасят за Гърция 100 броя радиоприемници „Трио“ от типа „Комсомолец“, 300 броя „Концертина“ и 20 броя „Сонет“. 410 879 броя радиоприемници са произведени през 1966. В завода се произвеждат моделите радиоприемници Комсомолец, Чайка, Прогрес, Маестро, Концертино, Сонет, „РМС-10“, Мечта, Романс, Еделвайс, Търново, Ехо, Мелодия, Лира, Акорд. Индустриалния комплекс на Радиозавода е проектиран от български и руски експерти. Официално е представен през 1965 година. Приходите на предприятието нарастват от 1149 хил. лева (1961) до 7449 хил. (1965).
Строителството на новия комплекс на радиозавода започва през 1967 г. След приватизирането на предприятието са започнали да се продават 116 356 акции, всяка на цена от 1000 лева.
Предприятието си сътрудничи с Тернополския радиозавод „Орион“ в Украйна (в областта на акустични преобразуватели), братиславския завод „Тесла“ в Чехословакия (в областта на радиоприемниците), отавския завод „Тесла“ в Чехословакия (в областта на телевизионните приемници), съветския „Електрон“ в Лвов и други. През 80-те години към работните комплекси са работили над 5000 души и в научноизследователския институт над 400 души.
През началото на новото хилядолетия заводът изпитва големи финансови затруднения. Голяма част от производството се съкращава. Продължават научноизследователска, развойна, внедрителска, инженерингова, производствена, търговска и сервизна дейности в предприятието. В механичния завод продължава изработването на ротационни осо-симетрични детайли, призматично-корпусни, зъбни колела. Произвеждат се системи за радиолокационно опознаване и радиостанции Р-123М, Р-123МТ, Р-173 и Р-173М.
| Година               | 1960 | 1961 | 1962 | 1963 | 1964 | 1965 | 1966   | 1981   | 1982   | 1983   | 1984   | 1985    | 1986    | 1987    |
| -------------------- | ---- | ---- | ---- | ---- | ---- | ---- | ------ | ------ | ------ | ------ | ------ | ------- | ------- | ------- |
| Продукция (хил. лв.) | 35   | 175  | 2102 | 3120 | 3520 | 7710 | 14 425 | 41 451 | 57 960 | 75 210 | 89 600 | 106 040 | 140 523 | 232 670 |

| Година    | 1960 | 1965 | 1970 | 1975 | 1980 | 1985 | 1990 | 1995 | 2000 |
| --------- | ---- | ---- | ---- | ---- | ---- | ---- | ---- | ---- | ---- |
| Служители | 34   | 680  | 1120 | 3480 | 4560 | 6008 | 2140 | 1058 | 460  |

На територията на радиозавода е построено най-голямото бомбоубежище в града.

## Производствени единици

### Радиоприемници
От 1963 до 1964 г. се произвеждат и малогабаритни транзисторни приемници – „Прогрес“, „Ехо“, „Тенор“, „Соло“, „Универсал“ (за автомобили) и др. Започва прехвърлянето на производствена номенклатура (лампови приемници от завод „Ворошилов“) – моделът „Акорд“ в серии 101, 102, 103, 104; от 1965 до 1968 г. – „Лира 10“ и „Лира 68; от 1971 до 1973 г. – „Хармония 20“ и „Хармония 103“.
В края на 60 и началото на 70-те години в производство са внедрени първият тунер-усилвател Рапсодия. и модифицираният му вариант Рапсодия 2, а от около 1980 г. – моно радиоприемникът „Кантата“ 1, както и модификациите му с грамофон Кантата 2, 3 и 4, радиокасетофонът „Октава“, впоследствие портативният радиоприемник РПМ-311А и др.
След Рапсодия, щафетата поемат ресивърите Соната 2 HiFi и модификациите 2.2 и три, изцяло изградени със силициеви транзистори и една интегрална схема – TDA 1005, която служи за стерео демодулатор. Усилвателната част е с мощност 2×25 W. Ресивърите се окомплектоват с грамофонно шаси ГЕС 601А, на основата на Unitra G 601А с магнитна доза MF100, лиценз на Tenorel и тонколони ОТГ 1-01, производство на завод Гроздан Николов – Благоевград.
Към средата на 70 те години, започва производството на HiFi стереокомплект, състоящ се от тунер Студио 2 с УКВ на OIRT обхват и усилвател Студио 2, с мощност 2×35 W и транзисторни крайни стъпала, както и грамофонно шаси ГЕС 602, на основата на Unitra G 602 и тонколони ОТГ 1-01 или ОТГ 1-02. Усилвателят се произвежда чак до 90-те години, като последната му модификация се нарича Студио 3 и е със светодиодна индикация.
През началото на 80 те години започва производството на друг стереокомплект под марката Респром, състоящ се от тунер РСТ201 с двуобхватно УКВ и усилвател УС221 с мощност 2×10 W на основата на чехословашките ИС MDA 2020. Асортиментът е разширен с тунер-усилвателя РС 201, който концептуално обединява РСТ201 и УС221 в едно изделие и се окомплектова с тонколоните ОТМ 1 – 02. Произвежда се и бюджетна версия на тунер усилвателя с модел РС 301 при същата радиоприемна част, но с крайни стъпала А210К и мощност 2×5W, окомплектован с тонколони ОТМ 2-01. Идеята е тези изделия да бъдат доокомплектовани с грамофон ГЕС 301 с руско шаси и руска кристална доза.
Едно интересно решение е стационарният моно радиоприемник РМ 311. Като дизайн наподобява тунера РСТ 201, но с добавени потенциометри за усилване и тонкорекция, тъй като има вграден моно усилвател, реализиран с ИС A210K и вграден елипсовиден говорител, затворен в собствен обем. Радиоприемната част схемотехнически е близка до РСТ 201 и се различава основно по липсата на стерео демодулатор и липсата на индикатори. Друга разлика е реализацията на всички електронни модули само върху една печатна платка. Очевидно радиоприемникът е отговарял на желанията на по-ограничен кръг от потребители и е произвеждан в малки количества, защото откритието му е тотална изненада за повечето радиолюбители, запознати с производствената серия на Респром.
Впоследствие, в края на 80 те и началото на 90-те години, пак на основата на схемотехниката на упоменатите тунер РСТ201 и усилвател УС221 е създаден нов стереокомплект със съвършено нов дизайн и намалени размери, състоящ се от тунер Т202, усилвател У202 и вече и от касетен дек Д202.Традицията на тунер-усилвателя РС 201 е продължена от стереофоничния радиограмофон РГС 221, вече с по-съвременните крайни стъпала А2030 и с добавена нова чехословашка грамофонна механика, както и от стереофоничния музикален център МЦ 221, който освен посочените новости, има и касетофонна част по концепцията на дека Д 202. Основната схема на РС 301 служи за създаването на радиокасетофона РМС 323, с добавка механиката и предусилвателя, отново заимствани от дека Д202, с някои изменения.
През 1979 г. започва подготовката за внедряване на военно производство на хидроакустично изделие по съветска документация. Заплатите са от 600 до 800 лева.

### Телевизионни приемници
През 1975 г. започва производството на телевизионни приемници. Първоначално се сглобяват моделите „Мизия“ (хибриден модел), „София – 21“, „София – 22“, „Царевец“. Някои от тях се сглобяват под името „Респром“. В състава на предприятието влизат – във Велико Търново: Монтажен завод, Механичен завод, Завод за възли и детайли, Завод за печатни платки и Завод за инструментална екипировка; както и Завод за радиовъзли – гр. Полски Тръмбеш и Завод за телевизионни възли – гр. Елена. Създава се Институт за радиотехническа апаратура и технологии (ИРТАТ). От 1979 до 1986 предприятието носи името Комбинат за радиотехническа апаратура (КРТА). Произвеждат се и портативните черно-бели телевизори Велико Търново Т3104.
През 1983 на група инженери с ръководител Атанас Иванов е възложена задача за създаване на прототип на цветен телевизор. Година по-късно прототипът е факт и е представен на Международния панаир в Пловдив през май 1984 г. От Велико Търново 84 са произведени над 2 000 000 броя. В завода са се произвеждали и телевизори на базата на съветските Електрон – Велико Търново Електрон 51-ТЦ-451ДБ.
Първият много успешен модел е „Велико Търново 84“, приемащ до осем програми и оборудван с кинескоп „Toshiba“. Приемникът е създаден от бюро „Телевизия“ към Института за радиотехническа апаратура ИРТА във вече преименувания Комбинат за радиотехническа апаратура. Тъй като „рождената“ му година е 1984 г., телевизорът носи името „ВТ 84“, като заводското му наименование е ТЦ 4201. През следващата година на пазара е пуснат и „ВТ 85“, приемащ вече до 59 програми и с луксозното за епохата дистанционно управление. През 1988 г. е произведен едномилионният телевизионен приемник. Успоредно с гражданското производство на радиоапарати и телевизори в много по-голям обем започва производството на военно хидроакустично изделие. Телевизионното производство е вече съпътстващо и произведените бройки не успяват да задоволят голямото търсене на пазара. В същия период от време се внасят и съветските телевизори „Електрон“, но потребителите търсят „Велико Търново 84“ и 85 заради несравнимо по-доброто им качество. С изключение на „ВТ 89“ всички предишни модели са оборудвани с кинескопи „Toshiba“, „Samsung“, „Tesla“. Заради военното производство са построени нови производствени халета и нова сграда – Лабораторен корпус. Обемът на военното производство е основната дейност на Комбината, който около 1990 г. е преименуван на „Битова електроника АД“. Освен хидроакустичното изделие се произвеждат танкови радиостанции – Р123 и по-усъвършенствания модел Р173.
След разпадането на СССР, който е поръчител и потребител на хидроакустичното изделие, предприятието остава с неизплатени 8 милиона валутни лева за вече изнесената продукция, а вече произведената и налична в складовете такава е неприложима за гражданско потребление. Започва упадъкът на предприятието – най-голямото за Велико Търново, по време на чийто зенит са намирали работа и препитание повече от 6000 служители. Произвеждат се от началото на 90-те телевизорите Велико Търново TC 3401, 5115, 5119р5122 и TC 51015.
От 2004 до 2005 г. са сглобени няколко хиляди китайски телевизора NEO.

### Грамофони
Държавното предприятие започва производство на лампови радиоприемници със и без грамофон в началото на 60-те години на XX век – Мелодия 1 и Мелодия 2 и последващите модификации. През 1964 година започва производството на радиограмофоните Акорд 101, 102, 103 и 104, впоследствие и на Лира 10 и Лира 68, както и различните модели на радиошкафа Хармония. Следва производство на грамофони Елица 1, 2 и 3. Производството продължава с Респром ГМ311 и Респром HC07. През 80-те започва производство на грамофони Респром ГЕС 301 и ГЕС 321. И двата грамофона са с руски шасита РЕМР и руски кристални стереодози като ГЕС 301 е предназначен за съвместна работа със серията усилватели и ресивъри Респром със сходен дизайн, докато ГЕС 321 е предназначен за самостоятелно ползване и поради това е оборудван със собствен стерео усилвател с мощност 2×3W и окомплектован с две тонколони, сродни на ОТМ 2-01.

### Усилватели
Усилвателите и ресивърите Респром, Студио 2, Соната 2 и др. са разгледани в раздела на радиоприемниците, тъй като съставляват част от различни стереокомплекти, включващи и радиоприемни устройства, които следва да се разглеждат съвместно, за да се придобие по-пълна и ясна представа за тях..

### Електронни брави
Компанията е проектирала и разработвала електронни брави до 2014 г. Освен това се произвеждат и комуникационна апаратура за военна техника и комуникационни радари.

## Подразделения
- Завод за възли и детайли
- Цех „Механозаготвителен“
- Цех „Военни предаватели и антени“
- Цех „Покрития“
- Цех в село Дъскот за грамофони, усилватели и антени
- Цех в село Обединение

## Директори на комбината
- инж. Б. Михайлов (1960 – 1967)
- Димо Йончев Димов (1981 – 1999)
- инж. Божидар Крайчев
- Димо Йончев